# Phanerotoma zebripes
Phanerotoma zebripes är en stekelart som beskrevs av Chen och Ji 2003. Phanerotoma zebripes ingår i släktet Phanerotoma och familjen bracksteklar. Inga underarter finns listade i Catalogue of Life.